# Crna ruka
La Mano Nera (in serbo Црна рука/Crna Ruka), ufficialmente Unificazione o Morte (in serbo Уједињење или смрт/Ujedinjenje ili smrt), fu una società segreta fondata in Serbia nel maggio del 1911 come parte del più ampio movimento nazionalista pan-slavo, che aveva come obiettivo quello di unire sotto lo stesso Stato tutti i territori con popolazioni serbe, ovvero la Bosnia ed Erzegovina (annessa dall'Austria-Ungheria nell'ottobre 1908) e il Montenegro.
La società fu complice della Giovane Bosnia nell'attentato di Saraievo del 28 giugno 1914, in cui vennero uccisi per mano di Gavrilo Princip, l'Arciduca d'Austria Francesco Ferdinando e sua moglie Sofia, considerato l'evento scatenante della prima guerra mondiale.

## Antefatti

### La Mano Nera e il golpe di Maggio

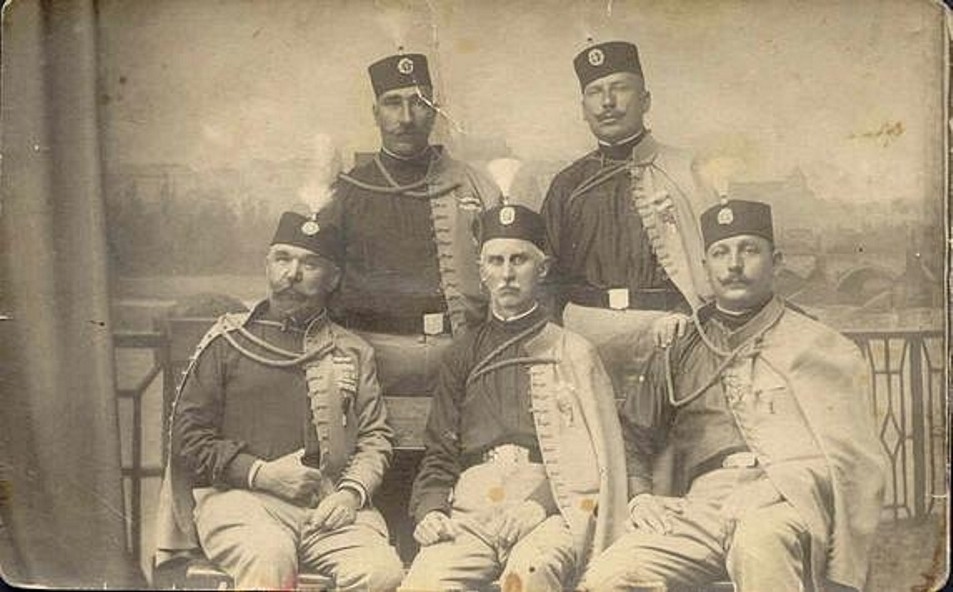
Primi membri della Mano Nera, Dragutin Dimitrijević "Apis" è il primo a destra.

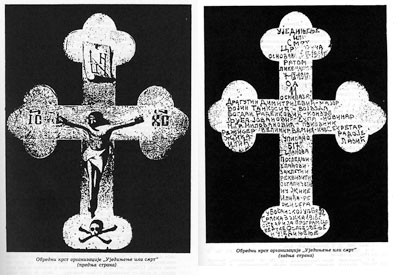
Croce rituale della Mano Nera.

Nell'agosto 1901 un gruppo di ufficiali inferiori guidati dal capitano Dragutin Dimitrijević "Apis" fondò un gruppo di cospirazione (chiamato in letteratura Mano Nera) contro la dinastia reale serba degli Obrenović. La prima riunione si tenne il 6 settembre 1901. Vi parteciparono i capitani Radomir Aranđelović, Milan F. Petrović e Dragutin Dimitrijević, nonché i luogotenenti Antonije Antić, Dragutin Dulić, Milan Marinković e Nikodije Popović. Essi elaborarono un piano per uccidere la coppia reale - il re Alessandro I Obrenović e la regina Draga. Nella notte tra il 28 e il 29 maggio 1903, il capitano "Apis" guidò personalmente un gruppo di ufficiali dell'esercito che uccise la coppia reale nel Palazzo Vecchio di Belgrado. Oltre alla coppia reale, i cospiratori uccisero il Primo Ministro Dimitrije Cincar-Marković, il Ministro dell'Esercito Milovan Pavlović e il Generale-Addetto Lazar Petrović. Il golpe è noto come Colpo di Stato di maggio.

### Narodna Odbrana
L'8 ottobre 1908, appena due giorni dopo l'annessione della Bosnia-Erzegovina da parte dell'Austria-Ungheria, ministri, funzionari e generali serbi si riunirono nel Municipio di Belgrado. Nel corso della riunione fu sancita la fondazione della società segreta Narodna Odbrana (Difesa della Nazione) che aveva lo scopo di dedicarsi al compimento del Panslavismo e con forti componenti nazionalistiche, scopi da ottenere tramite azioni terroristiche e l'assassinio. Lo scopo del gruppo era reclutare e addestrare partigiani per provocare lo scoppio del conflitto tra la Serbia e l'Austria. In nome della loro propaganda anti-austriaca essi organizzarono una rete di spie e di sabotatori per operare all'interno delle province dell'Impero austro-ungarico. Gruppi satellite vennero formati in Slovenia, Bosnia, Erzegovina ed Austria.
Nel 1909, l'Austria fece pressioni sul governo serbo affinché ponesse termine alle insurrezioni anti-Austriache. A quel tempo la Russia era priva di forza militare sufficiente ad affiancare la Serbia in caso di guerra, così l'organizzazione segreta fu costretta ad interrompere la sua attività. Da allora in poi, Narodna Odbrana cercò di mascherare le proprie attività dietro la facciata di una organizzazione culturale concentrandosi nell'educazione e la propaganda all'interno della Serbia.

## Unificazione o Morte

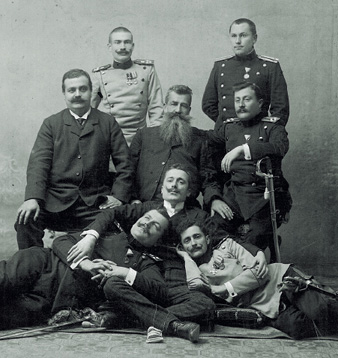
Membri della Mano Nera. "Apis" e Voijslav Tankosić (con la divisa grigio chiara) sono sdraiati.

Unificazione o Morte fu fondata all'inizio di maggio del 1911. La costituzione originale dell'organizzazione fu firmata il 9 maggio. Ljuba Čupa, Bogdan Radenković e Vojislav Tankosić scrissero lo statuto, sul modello di analoghe associazioni segrete nazionaliste tedesche e dei carbonari italiani. L'organizzazione fu menzionata nel parlamento serbo come "Mano Nera" alla fine del 1911.
L'organizzazione pubblicò la rivista Pijemont (il nome serbo del Piemonte, lo stato che guidò l'unificazione dell'Italia sotto Casa Savoia) per diffondere le proprie idee. La rivista fu fondata da Ljuba Čupa nell'agosto del 1911. Nel 1911-12, la Narodna Odbrana aveva stabilito legami con la Mano Nera e le due organizzazioni divennero "parallele nell'azione e sovrapposte nei membri".
Nel 1911, le differenze tra i due principali gruppi del movimento - i leader politici del Partito Radicale e i militari - iniziarono ad emergere in tutto il loro potenziale. I primi privilegiavano un approccio più passivo per il conseguimento del loro obiettivo, e per questo predicavano la via delle trattative pacifiche con l'Austria e la concentrazione del potere militare della Serbia per un futuro conflitto, ma gran parte degli esponenti militari divennero impazienti ed intolleranti di questa politica moderata. In conseguenza di ciò i membri più zelanti dell'organizzazione iniziarono a dare vita ad una nuova organizzazione segreta battezzandola Mano Nera.

## Ideologia
Il nuovo gruppo annoverava una vasta gamma di ideologie, dagli ufficiali militari favorevoli alla cospirazione fino agli studenti idealisti tendenti ad ideali repubblicani, a dispetto dell'ideologia fortemente nazionalistica del movimento vicina ai circoli fedeli alla corona (il leader del movimento, il Colonnello Dragutin Dimitrijević detto "Apis", era stato un responsabile diretto nel colpo di Stato del giugno del 1903 che aveva portato al potere il re Petar Karađorđević).
Il gruppo venne accusato di Nichilismo dal governo austro-ungarico e dalla stampa e affiancato ad altri gruppi eversivi come la russa Narodnaja Volja, che, come la Mano Nera faceva uso dell'omicidio per ottenere i propri fini anti-imperialistici.

## Impatto
Appena prima della I guerra mondiale, la Mano Nera fornì armi e assistenza al gruppo "Giovane Bosnia", per il suo piano di assassinare l'arciduca austriaco Francesco Ferdinando mentre era in visita a Sarajevo. Solo tre degli assassini fecero un vero tentativo - e uno solo, il diciannovenne Gavrilo Princip - riuscì ad ucciderlo. Gli austriaci inviarono quindi un ultimatum alla Serbia, che si ritiene fu scritto deliberatamente in modo da essere inaccettabile. Il governo austriaco scelse di considerare ciò come un rifiuto dell'ultimatum e dichiarò guerra, col sostegno della Germania. La Russia iniziò a mobilitarsi per supportare la Serbia nel conflitto. I piani di guerra tedeschi prevedevano due fronti bellici, uno contro la Francia e uno contro la Russia. Rendendosi conto che i russi avrebbero impiegato più tempo a mobilitarsi, la Germania mosse anzitutto una invasione nei confronti della Francia passando attraverso il Belgio, dando così effettivamente il via alla prima guerra mondiale. I tre assassini vennero in seguito imprigionati e uno di essi venne impiccato per la sua partecipazione.

## Declino
Nel maggio 1917 Dimitrijević venne processato con l'accusa di aver complottato contro il governo reale, e venne quindi esiliato a Salonicco (Grecia), a seguito dell'occupazione della Serbia da parte delle forze austro-ungariche, tedesche e bulgare, alla fine del 1915. La sua successiva esecuzione segnalò l'eclissarsi della Mano Nera rispetto alla monarchica Mano Bianca, che avrebbe dominato il panorama politico dei capi militari nel Regno di Jugoslavia.